# 釆澤靖起
釆澤 靖起（うねざわ やすゆき、1983年3月18日 - ）は、日本の俳優。東京都出身。身長：178cm。劇団文学座所属。

## 人物
慶應義塾大学文学部人文社会学科哲学系哲学専攻卒業。旭化成ホームズ株式会社勤務を経て、2008年、文学座附属演劇研究所に入所する。2009年、同研究所研修科に昇格。2011年、準座員に昇格。2012年、文学座支持会・パートナーズ倶楽部新人賞受賞。同年出演した『NASZA KLASA-ナシャ・クラサ-私たちは共に学んだ』は第20回読売演劇大賞最優秀作品賞を受賞した。2013年に座員となる。

## 出演作品

### 舞台
2011年
- 初舞台『麻布怪談』(劇団1980)俳優座劇場
- 『山羊…それって…もしかして…シルビア?』（アトリエ）

2012年
- 『見上げてごらん夜の星を〜ミュージカルこそわが人生』（イッツフォーリーズ、アトリエフォンテーヌ）
- 『NASZA KLASA-ナシャ・クラサ-私たちは共に学んだ』（アトリエ）
- 『私の村から戦争が始まる』（非戦を選ぶ演劇人の会、全労済ホール/スペース・ゼロ）
- 『ボクゼン』（劇団1980、シアターχ）
- 『13700000000』（Sehkraft、渋谷ギャラリールデコ）
- 『心のメモリーたりてますか?』（トランクシアタースタジオ）

2013年
- 『十字軍』アトリエ
- 『ガリレイの生涯』（本公演、あうるすぽっと）
- 『見上げてごらん夜の星を』（かめありリリオホール、東北公演）

2014年
- 『お気に召すまま』（あうるすぽっと）
- 『見上げてごらん夜の星を』（かめありリリオホール、東北公演）
- シェイクスピア・リーディング『ヴェニスの商人』（新モリヤビル第1稽古場）
- リーディング『マリアナ・ピネーダ』（日生劇場1階玄関ホール）
- 『十三夜』（一葉記念館）
- シェイクスピア・リーディング『あらし』（新モリヤビル第一稽古場）

2015年
- 『20000ページ』（アトリエ)
- 『東海道四谷怪談』（新国立劇場中劇場、兵庫県立芸術文化センター）
- 『アンゴスチュラ・ビターズな君へ』（東京音協、シアターコクーン）
- しんゆりシアター『恋の骨折り損』（川崎市アートセンター、アルテリオ小劇場）
- 『白鯨』（アトリエ）

2016年
- 『ゴドーは待たれながら』（文学座新モリヤビル1F第一稽古場）
- 『A Midsummer Night's Dream』（オールスタッフ、あうるすぽっと）
- 『見上げてごらん夜の星を』（オールスタッフ、あうるすぽっと）
- 『移動レストラン「ア・ラ・カルト」―美味しいものは心を動かすところにある』（遊機械オフィス、東京芸術劇場シアターイースト）

2017年
- 『見上げてごらん夜の星を』(オールスタッフ)神奈川演鑑公演
- 『Jazz & Voice Reading Live Show 風味体感レストラン 恋物語』(遊機械オフィス)COTTON CLUB
- 『移動レストラン「ア・ラ・カルト」―美味しいものは心を動かすところにある』（遊機械オフィス、モーション・ブルー・ヨコハマ他）

2018年
- 『怪談 牡丹燈籠』紀伊國屋サザンシアターTAKASHIMAYA 地方公演
- 『お気に召すまま』(KawaiProject)シアタートラム他
- 『移動レストラン　「ア・ラ・カルト」－美味しいものは心を動かすところにある』(遊機械オフィス)東京芸術劇場シアターイースト他

2019年
- 『ハーヴェイ』俳優座劇場、地方
- 『どん底』（新国立劇場）新国立劇場小劇場
- 『僕のフレンチ ～ア・ラ・カルト公認レストラン～』（遊機械オフィス）eplus LIVINGROOM CAFE & DINING

2023年
- 『喜劇 二階の女』（劇団NLT、博品館劇場）[3]

2024年
- 『白衛軍 The White Guard』（新国立劇場中劇場）[4]

2025年
- 『フロイス -その死、書き残さず-』（こまつ座、紀伊國屋サザンシアター TAKASHIMAYA 他）[5]
- 『華岡青洲の妻』（文学座、紀伊國屋サザンシアター TAKASHIMAYA 他）[6]

### 映画
- トップ（2014年、テトラカンパニー）
- エターナル・マリア（2015年、アリエルガーデン） - 岩井尚人 役
- 検察側の罪人（2018年、東宝）

### テレビ
- 大河ドラマ 八重の桜 第45話（2013年11月10日、NHK総合テレビ）
- 仮面ライダー鎧武 第6話（2013年11月17日、テレビ朝日）
- 先人たちの底力 知恵泉（NHK Eテレ）
- GAKUYA～開場は開演の30分前です～⑤（西園寺直秀役）フジテレビONE/TWO/NEXT
- LIFE!～人生に捧げるコント（NHK総合）
- その原因Xにあり（フジテレビ）
- おかしな刑事17（テレビ朝日）
- TOKYOストーリーズ／妖怪・東京太郎は今（BSフジ）
- 英雄たちの選択スペシャル そして万葉集が生まれた～大伴家持が残した日本人の心（NHK BSプレミアム）
- 連続テレビ小説 なつぞら 第153話（2019年9月25日、NHK総合テレビ） - 劇中アニメ『大草原の少女ソラ』の打ち上げパーティーに出席した関係者 役

### アテレコ
- グッド・ワイフ2
- ATHENA-アテナ-（チョン・テヒョン）
- スリル満点!究極の地
- ボルジア家
- ジェシー #25
- モーガン・フリーマンが語る宇宙
- 密着!世界の航空機
- 本当にあった奇妙な科学実験史3
- 地球ドラマチック
- BS世界のドキュメンタリー
- NHKスペシャル

### ラジオドラマ
- 『髑髏城の花嫁』
- 『オセロー』（NHKラジオ第一） - キャシオー/使者 役
- 『ラジオシアター〜文学の扉』（TBSラジオ）
- 『引き出したのなら 仕舞っておいて』（NHK-FMシアター）
- 『マクベス』（NHKラジオ第一） - マルカム・ロス 役
- 『もぐらたちのブルース』（NHK-FMシアター）

### CM
- ジャパンゲートウェイ 「シャンプー スリーボム」
- バレンタインキャンペーン 「フラワーバレンタイン」
- NHKスマホサービス 『神南時空旅行社』
- JR東海 「エクスプレス予約」
- 東京都下水道局 『トーキョー・マンホール・ストーリー』 - 森ヶ崎裕介 役
- SUBARU 『Your story with―助手席篇』 - 広樹 役
- 日本コカ・コーラ 「ジョージア ヨーロピアン 飲み比べ体験篇」
- イトーキ 『オフィスが働くスタイル自在　Cyber Physical Office　オフィスはワークパートナーになる』
- バンダイナムコホールディングス『デレステ 新作舞台 初日篇』
- 味の素『Cook Do おかずごはん におまかせあれ！』
- 東映 教育映像部『“尊重する”から始めよう～公正採用選考の基本を学ぶ～』
- DMI『KOS - Kings of Sanctuary ゲームの国の本気/男たちよ 篇』
- 戸田建設 『Building Symphony 建設現場が奏でる音楽（建築篇）』
- 日本マイクロソフト社『Windows 10新機能PR動画』
- マルコメ 「DJ MARUKOME」
- 三井住友銀行 「遺産整理」
- LINE 「LINE Clova」（スチール）